# 分林里佳
分林 里佳（わけばやし りか、1981年1月15日 - ）は、フリーアナウンサー。TBSスパークル キャスター室（旧・キャスト・プラス）所属。元四国放送アナウンサー、元日経CNBCキャスター。血液型はO型。
身長165cm。一男一女の母。

## 人物・経歴
大阪府大阪市出身。中学・高校時代はバスケットボール部に所属した。千里金蘭大学短期大学部英文科を卒業後会社員を経て、2006年4月1日、四国放送に入社した。同期入社のひとりには後にニュースバードでも同僚となる笹岡樹里がいる。
2010年3月に四国放送を退社し、同年4月から2013年9月までTBSニュースバードのキャスターを務めた。2013年10月から笹岡とともに日経CNBCに移り、キャスターを務めた。
「私は屈しない〜特捜検察と戦った女性官僚と家族の465日」（2011年1月31日放送、TBSテレビ月曜ゴールデン特別企画ドラマ）にリポーター役で出演した。
2013年公開の映画「図書館戦争」にニュースキャスター役で出演した。
第二子出産のため現在レギュラー出演している「ザ マネー西山孝四郎のマーケットスクエア」を2019年12月6日から2020年2月1日放送分まで産休を取った。
趣味は餃子の食べ歩きで、餃子の王将に行くのをストレス解消法の一つにしている。Twitterには餃子愛が溢れている。また、カエルグッズを集めることも趣味にしている。緑色が好きなのと、車のキーに「無事帰る」という意味を込めてカエルのキーホルダーをつけたのが始まりで、2006年頃から旅先や雑貨屋さんで見つけたかわいいカエルグッズを密かに集めている。
花粉症である。

## 担当番組
- TBSニュースバードキャスター（2010年4月 - 2013年9月）
- 日経CNBCキャスター（2013年10月 - 2015年6月）
- ビジネス情報番組 「賢者の選択 Leaders」アシスタント（2015年1月 - 2015年7月）
- 「ザ マネー西山孝四郎のマーケットスクエア」アシスタント（2019年10月4日 - 、ラジオNIKKEI第1 毎週金曜15:10 - 16:00、Youtube同時生配信）
- ゴールデンアワー特別編「若林栄四特別セミナー」MC （2021年12月10日放送 Trade-Trade Youtube公式チャンネル）

## 四国放送時代の担当番組
テレビ
- おはようとくしま (月曜日のコーナー「お店発見」のリポーター担当)

ラジオ
- 徳島すぽーつ倶楽部